# Піксаур
Піксау́р (рос. Пиксаур, ерз. Пиксаур) — селище у складі Лямбірського району Мордовії, Росія. Входить до складу Скрябінського сільського поселення.

## Населення
Населення — 7 осіб (2010; 11 у 2002).
Національний склад (станом на 2002 рік):
- ерзяни — 100 %